# Schottův misál
Schottův misál je liturgická kniha, která kromě originálního znění liturgických textů pro slavení tridentské mše v latině obsahuje také jejich souběžný překlad do němčiny, aby průběh bohoslužby mohli sledovat i laici. Vycházel ve více verzích, například pro dospělé nebo pro děti. Byl nazván podle německého benediktina Anselma Schotta, který jej sestavil, a poprvé vyšel v roce 1884 v nakladatelství Herder ve Freiburgu im Breisgau.